# Tom Sturridge
Thomas Sidney Jerome "Tom" Sturridge (Londres, 05 de dezembro de 1985) é um ator britânico, mais conhecido por seus papéis em Adorável Júlia, Mentes Diabólicas e Piratas do Rock. Ganhou notoriedade em 2022, ao interpretar o perpétuo Sonho/Morpheus na adaptação televisiva da HQ Sandman de Neil Gaiman, produzida pela Netflix.

## Biografia
Sturridge nasceu em Lambeth, Londres, Inglaterra, filho do diretor Charles Sturridge e da atriz Phoebe Nicholls. Ele é neto dos atores Anthony Nicholls e Faith Kent, e bisneto do renomado fotógrafo de guerra Horace Nicholls. Tom tem dois irmãos mais novos, Matilda e Arthur Sturridge, ambos também atores. 
Tanto ele quanto seus irmãos, Arthur e Matilda, estudaram na Harrodian School, escola independente em Barnes, no sudoeste de Londres, onde conheceu seu melhor amigo, o também ator Robert Pattinson. A escola tem como pupilos também Will Poulter e George MacKay. Também é amigo dos atores Andrew Garfield e Eddie Redmayne. Entre 2007 e 2008, namorou a atriz Camilla Belle, e entre 2011 e 2015, foi noivo da modelo e atriz Sienna Miller, com quem tem uma filha, Marlowe Ottoline Layng Sturridge, nascida em 7 de julho de 2012.

### Carreira
Tom começou sua carreira como ator-mirim, e estava na adaptação para televisão de 1996 do livro As Viagens de Gulliver, dirigida por seu pai com sua mãe no elenco. Teve também um pequeno papel no filme O Encanto das Fadas, também dirigido por seu pai. Tom retornou em 2004, atuando em Feira de Vaidades e Adorável Júlia.
Em 2006, Tom interpretou o personagem Nigel no suspense psicológico Mentes Diabólicas (também conhecido como Mente Assassina). Originalmente, ele havia sido escolhido para interpretar o personagem David Rice no filme Jumper, de 2008. No entanto, os estúdios decidiram não gastar quase US$100 milhões em um filme estrelado por um ator novato, e acabaram o substituindo por Hayden Christensen.
Em 2009, protagonizou a comédia Piratas do Rock, de Richard Curtis. O filme segue a história de um grupo de locutores que opera uma rádio pirata a partir de um barco na década de 1960 e conta com Bill Nighy, Rhys Ifans e Philip Seymour Hoffman no elenco. No mesmo ano, Tom estreou-se no teatro com Punk Rock, uma peça original de Simon Stephens que foi apresentada no Lyric Hammersmith Theatre. O personagem de Tom baseava-se em parte nos assassinos adolescentes de Columbine e o seu desempenho valeu-lhe uma nomeação para os Evening Standard Awards na categoria de Estreia Mais Promissora, tendo vencido nesta categoria nos Critics' Circle Theatre Awards.
Em 2011, protagonizou, com Rachel Bilson, o filme independente Esperar para Sempre, que foi arrasado pela crítica. No ano seguinte, interpretou o papel do poeta Allen Ginsberg na adaptação cinematográfica de Walter Sales do romance Pé na Estrada. Na primavera de 2013, Tom foi um dos protagonistas da peça Orphans, que marcou a sua estreia na Broadway. Tom interpretou Phillip, um jovem portador de deficiência mental. O seu desempenho valeu-lhe uma nomeação para os prémios Tony na categoria de Melhor Ator Principal numa Peça.
Em 2014, foi um dos protagonistas de Effie, um filme biográfico que retrata o casamento do historiador de arte John Ruskin com Effie Gray, com quem ele se recusava a ter relações sexuais. O guia do filme foi escrito por Emma Thompson, que também faz parte do elenco, em conjunto com Dakota Fanning e Greg Wise. No ano seguinte, Tom interpretou o Sargento Frank Troy em Longe Deste Insensato Mundo, a adaptação ao cinema do romance homónimo de Thomas Hardy. O filme conta com Carey Mulligan, Matthias Schoenaerts e Michael Sheen no elenco.
Em 2016, interpretou o papel de Henrique VI, em A Coroa Vazia, uma série de adaptações das peças dos reis de William Shakespeare transmitida pela BBC.
Em 2017, interpretou o papel de Winston Smith na peça 1984, apresentada na Broadway. Dois anos depois, voltou para protagonizar com Jake Gyllenhaal a peça Sea Wall/A Life, que lhe valeu a sua segunda nomeação para os prémios Tony, novamente na categoria de Melhor Ator Principal numa peça.
Em janeiro de 2021, foi confirmado que Tom iria interpretar o perpétuo Sonho/Morpheus na adaptação televisiva da Netflix de Sandman. Numa entrevista em Maio de 2022, o autor dos quadrinhos, Neil Gaiman, estimou que tinha visto audições de "cerca de 1500 candidatos" para o papel principal da trama, mas afirmou que Tom estava entre os favoritos desde o início. A primeira temporada da série foi um sucesso pela crítica e audiência, tendo sido a mais vista de todos os serviços de streaming nas duas primeiras semanas após sua estreia . Em Novembro de 2022, foi confirmada a produção de uma segunda temporada, ainda sem data de lançamento prevista.

## Filmografia
| Ano  | Título                      | Papel                  | Notas                                    |
| ---- | --------------------------- | ---------------------- | ---------------------------------------- |
| 1996 | Gulliver's Travels          | Tom Gulliver           | Adaptação de livro para TV               |
| 1997 | FairyTale: A True Story     | Hab                    |                                          |
| 2004 | Vanity Fair                 | Jovem Georgy           |                                          |
| 2004 | Being Julia                 | Roger Gosselyn         |                                          |
| 2005 | A Waste of Shame            | William Herbert        | TV                                       |
| 2006 | Like Minds                  | Nigel Colby            |                                          |
| 2009 | The Boat That Rocked        | Carl                   |                                          |
| 2009 | Waiting for Forever         | Will 'Willy' Donner    | Protagonista                             |
| -    | Punk Rock                   | William                | Teatro, apresentado no Lyric Hammersmith |
| 2012 | On the Road                 | Carlo                  |                                          |
| 2014 | Effie Gray                  | John Everett Millais   | Adaptação da história real de Effie Gray |
| 2015 | Longe Deste Insensato Mundo | Sergeant Troy          |                                          |
| 2022 | The Sandman                 | Sonho/Morpheus/Sandman | Adaptação de história em quadrinhos      |